# Дуб ангелов
Дуб ангелов (англ. Angel Oak) — виргинский дуб (лат. Quercus virginiana), расположенный в парке Angel Oak Park на острове Джонс недалеко от Чарлстона, Южная Каролина. Возраст дерева оценивается в 400—500 лет. Его высота составляет 20 м, а окружность достигает 8,5 м. Тень от дуба покрывает 1600 квадратных метров. Самая длинная ветвь составляет 57 метров. Дуб был 210-м деревом, зарегистрированным в обществе Live Oak Society.

## Название
Название дуба происходит из поместья американского рабовладельца Justus Angel и его супруги Tucker Martha Waight Angel. Местная легенда рассказывает о призраках бывших рабов, появляющихся в виде ангелов вокруг дерева.
Несмотря на утверждения, что дуб является самым старым деревом к востоку от реки Миссисипи, болотный кипарис по всей Северной и Южной Каролине значительно старше. Например, существует экземпляр в Северной Каролине, возрастом более 1600 лет.

## История

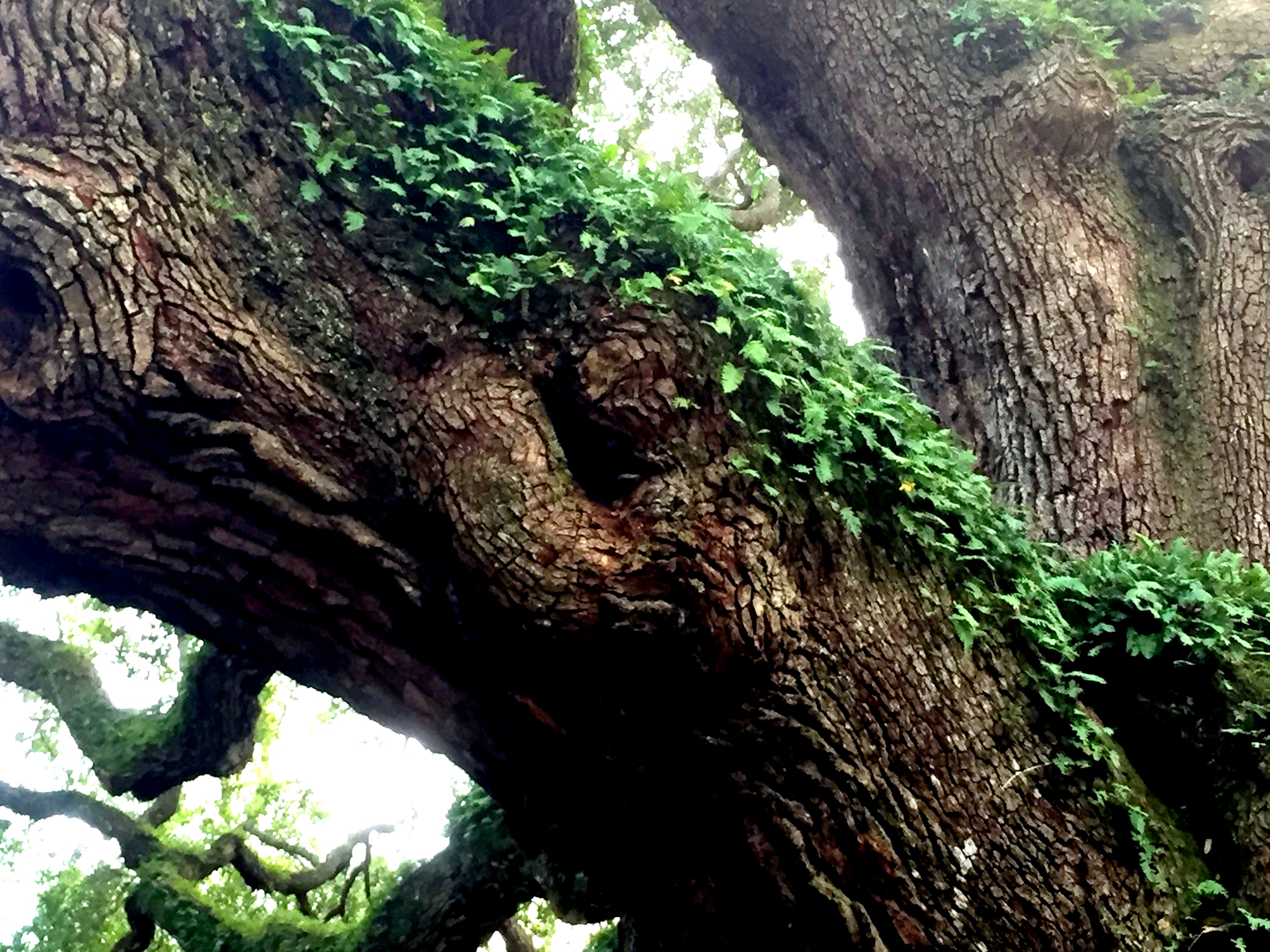
Папоротник и другие растения на стволе дерева

Дуб был сильно поврежден во время урагана Хьюго в 1989 году, но с тех пор восстановился. Город Чарлстон владеет деревом и окружающим парком с 1991 года.
Застройщики начали посягать на участок вблизи дуба. В 2012 году планы по строительству жилого комплекса из 500 квартир, который находился бы в 150 метрах от дуба, были оспорены в суде группой Save The Angel Oak и организацией Coastal Conservation League. Их опасения касались влияния строительства на грунтовые воды и питательные вещества. К декабрю 2013 года Lowcountry Land Trust отпраздновал «сохранение 17 акров, прилегающих к величественному дереву». Эти прилегающие акры, были приобретены некоммерческой организацией Lowcountry Land Trust, тем самым защитив область от строительства.
Дуб ангелов занимает важное место в книге Эмили Нельсон «Сердце ребёнка».
После урагана «Флоренс» (сентябрь 2018 г.) дуб был показан в телевизионном эфире, приветствующем стойкость каролинцев.

## Применение
Этот дуб имеет крепкую, пригожую для строительства древесину. Из него очень часто строили дома в городе Чарлстон. Также он по-прежнему распространён в США